# Alexander von Villers

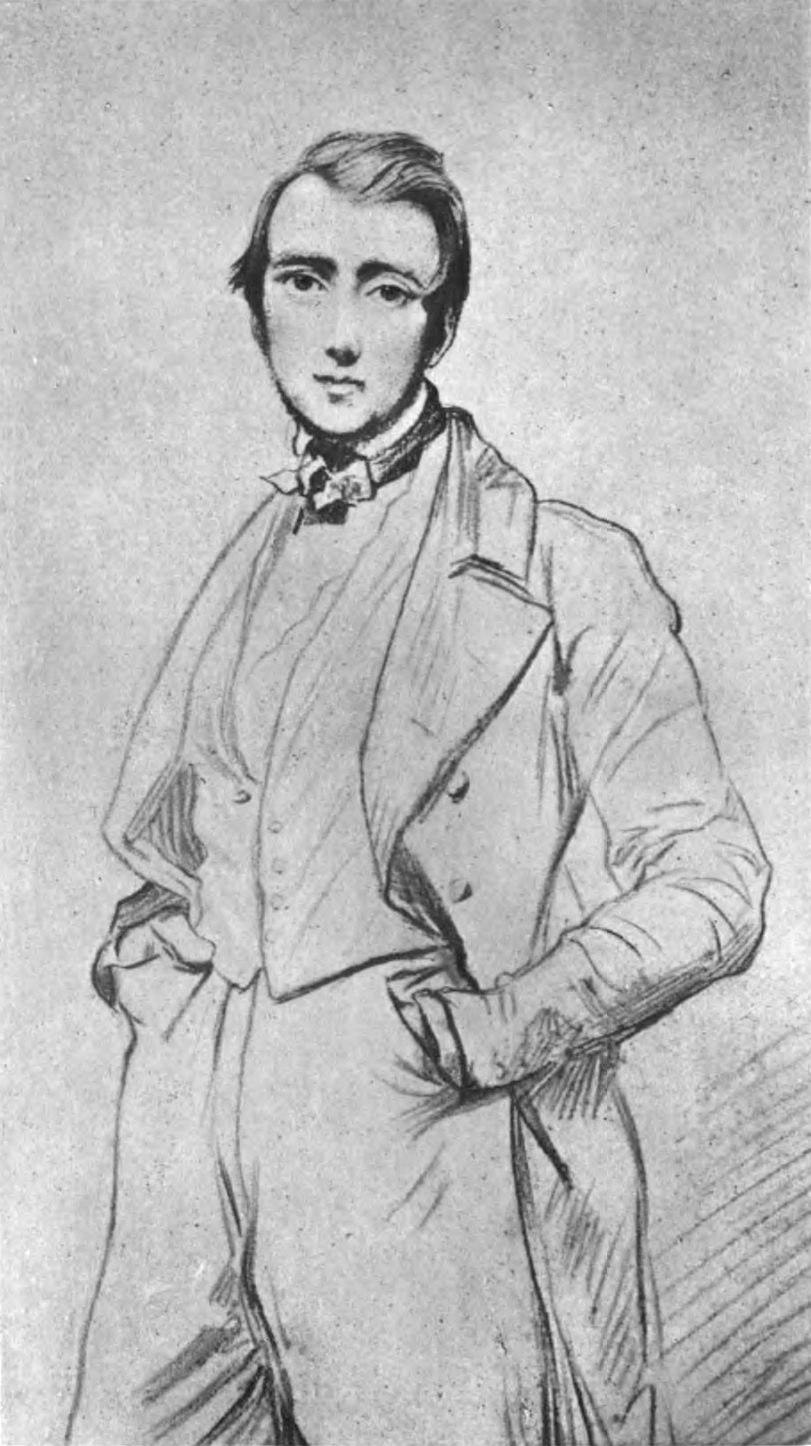
Alexander von Villers

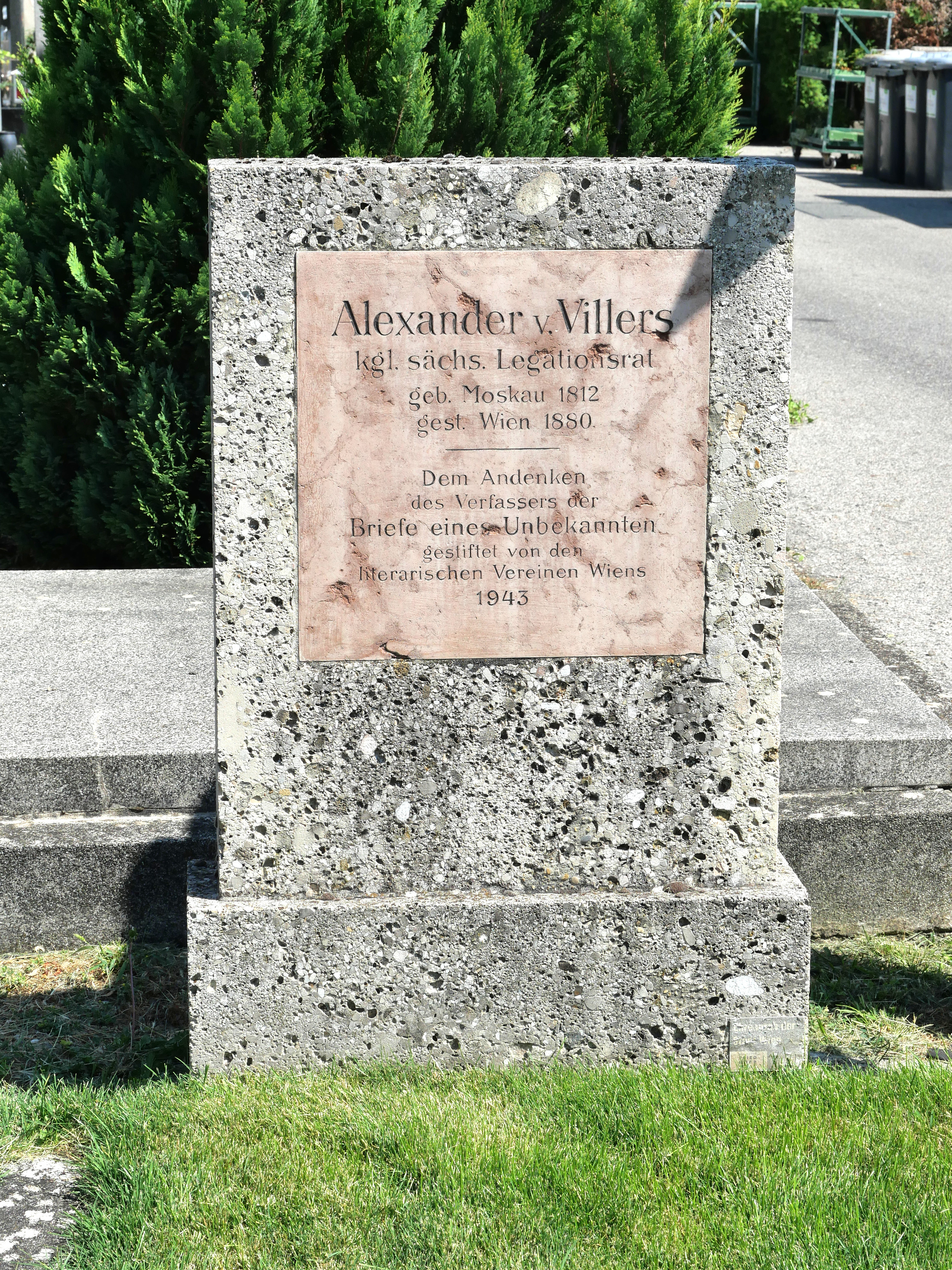
Das Grab von Alexander von Villers auf dem Grinzinger Friedhof in Wien

Alexander Heinrich von Villers (* 12. April 1812 in Moskau; † 16. Februar 1880 in Neulengbach, Niederösterreich) war ein österreichischer Diplomat, Schriftsteller, Privatier und Landwirt.

## Leben
Villers wurde 1812 in Moskau geboren. Er stammte aus einer französischen Emigrantenfamilie. Seine Eltern, die 1804 in Dresden  geheiratet hatten, waren Louise Dauphine geb. Bassenge (1778–1823) und Frédéric de Villers (1770–1846), jüngerer Bruder von Charles de Villers.
Nachdem Villers das Gymnasium ohne Abschluss verlassen hatte, begann er in Leipzig eine Lehre als Buchdrucker. Als dieses scheiterte, startete er einen Versuch, in Dresden am Polytechnikum einen Schulabschluss nachzuholen. Hierzu verschaffte ihm seine Familie die Möglichkeit, ein Praktikum in Paris zu absolvieren. Hier weigerte sich Villers, als Buchdrucker zu arbeiten, und hörte lieber Vorlesungen in Naturwissenschaft. Er lernte Gustave Thuret kennen, dessen Laufbahn als Botaniker er maßgeblich beeinflusste.   Franz Liszt lernte ihn in Paris als wilden Bohemien kennen. Als eine Art Sekretär begleitete Villers einige Jahre Liszt auf dessen Reisen und Tourneen. Liszt förderte ihn nach allen Kräften und Villers schaffte es dann auch, sich zum Musiklehrer ausbilden zu lassen. Weiterhin unterstützt von Mme. de Clermont, die ihm die Erziehung ihrer Kinder anvertraut hatte, holte Villers erfolgreich das Abitur nach. Anschließend begann er ein Jurastudium, welches er auch in kurzer Zeit erfolgreich abschloss.
1843 konnte Villers als Jurist eine Stelle in der sächsischen Staatsverwaltung antreten. Schon kurze Zeit später vertrat er seine Regierung als Diplomat in Berlin, Frankfurt am Main, Paris und Wien. 1860 erreichte Villers mit der Ernennung zum Legationsrat den Höhepunkt seiner Karriere. Mit 58 Jahren ging Villers 1870 in Pension und setzte sich im Neulengbacher Wiesenhaus zur Ruhe, wo er das Leben eines Aussteigers und Naturliebhabers führte.
Bekannt wurde Villers durch die Briefe an seine Freunde, die nach seinem Tod von diesen unter dem Namen „Briefe eines Unbekannten“, von Rudolf Hoyos herausgegeben, veröffentlicht wurden. Sie werden in der Forschung als Selbstporträt eingeordnet. Der Verfasser selbst bezeichnete das Schreiben von Tagebüchern als „sexuelle Onanie“. Briefe aber erlaubten ihm eine unmittelbare Kommunikation mit seinen Mitmenschen. Er glaubte an den „Zwischenmenschen“.
Im Alter von 68 Jahren starb Legationsrat Alexander Heinrich von Villers am 16. Februar 1880 in Neulengbach in Niederösterreich. Er wurde auf dem Grinzinger Friedhof in einem ehrenhalber gewidmeten Grab (Gruppe 2, Nummer 8) beerdigt.

## Werk
Briefe eines Unbekannten
- Briefe eines Unbekannten. 2 Bände, Gerold, Wien 1881–1887
  - 1. Band: 1881
  - 2. Auflage: Mit einem Porträt und einer biographischen Skizze, 1887 (mit Vorwort von Rudolf Graf Hoyos, biogr. Skizze von Alexander Warsberg) (online)
  - 2. Band: 1887
- Alexander de Villers, hrsg. von Karl Graf Lanckoronski und Wilhelm Weigand: Briefe eines Unbekannten. 2 Bände, Insel, Leipzig 1910.
- Alexander von Villers, hrsg. von Peter Müller: Briefe eines Unbekannten. Österreichischer Bundesverlag, Wien 1983, ISBN 3-215-05081-1.